# Кануте, Франк
Элима́н Франк Кануте́ (фр. Elimane Franck Kanouté; род. 13 декабря 1998, Дакар) — сенегальский футболист, полузащитник клуба «Партизан».

## Клубная карьера
Футболом начинал заниматься в Сенегале в футбольной школе своего отца, затем обучался в Бигноне. В 2015 году отправился в Италию, где проходил просмотр в футбольльных академиях Эмполи, Ливорно, Капри, Турина и Неаполя. В итоге был приглашен в «Ювентус», где начал тренироваться с основой и выступать за юношескую команду. В феврале 2017 года в составе «Ювентус» принял участие в матче плей-офф юношеской лиги УЕФА с «Аяксом».
Летом 2017 года подписал свой первый профессиональный контракт с «Пескарой». В её составе 8 сентября дебютировал в Серии B в матче против «Фрозиноне». Кануте начал встречу на скамейке запасных и появился на поле на 87-й минуте. Вскоре получил травму колена, в связи с чем сыграл за команду всего 7 матчей в чемпионате. В январе 2018 года сенегалец отправился в аренду до конца сезона в «Асколи», где успел принять участие в 14 матчах. По окончании аренды вернулся в «Пескару», где провёл следующий сезон, периодически попадая в состав. Перед началом сезона 2019/20 на правах аренды перебрался в ещё один клуб Серии B — «Козенцу», где стал игроком основного состава. Вплоть до перерыва в соревнованиях в связи с пандемией COVID-19 принял участие в 18 встречах.
В июне 2020 года прошёл медосмотр и договорился о контракте с «Серкль Брюгге», однако из-за проблем с оформление документов из Италии, переход состоялся только в сентябре. 1 сентября на своём официальном сайте бельгийский клуб объявил о подписании четырёхлетнего контракта с Кануте. Дебютировал в чемпионате Бельгии 13 сентября в игре с «Андерлехтом». Сенегалец вышел во втором тайме вместо Джоханны Омоло и на 83-й минуте заработал жёлтую карточку.

## Статистика выступлений

### Клубная статистика
| Выступление      | Выступление      | Выступление      | Лига | Лига | Кубки | Кубки | Конт. кубки | Конт. кубки | Итого | Итого |
| Клуб             | Лига             | Сезон            | Игры | Голы | Игры  | Голы  | Игры        | Голы        | Игры  | Голы  |
| ---------------- | ---------------- | ---------------- | ---- | ---- | ----- | ----- | ----------- | ----------- | ----- | ----- |
| Пескара          | Серия B          | 2017/18          | 7    | 0    | 1     | 0     | 0           | 0           | 8     | 0     |
| Пескара          | Серия B          | 2018/19          | 10   | 0    | 1     | 0     | 0           | 0           | 11    | 0     |
| Пескара          | Итого            | Итого            | 17   | 0    | 2     | 0     | 0           | 0           | 19    | 0     |
| → Асколи         | Серия B          | 2017/18          | 14   | 0    | 0     | 0     | 0           | 0           | 14    | 0     |
| → Асколи         | Итого            | Итого            | 14   | 0    | 0     | 0     | 0           | 0           | 14    | 0     |
| → Козенца        | Серия B          | 2019/20          | 18   | 0    | 1     | 0     | 0           | 0           | 19    | 0     |
| → Козенца        | Итого            | Итого            | 18   | 0    | 1     | 0     | 0           | 0           | 19    | 0     |
| Серкль Брюгге    | Лига Жюпиле      | 2020/21          | 3    | 0    | 0     | 0     | 0           | 0           | 3     | 0     |
| Серкль Брюгге    | Итого            | Итого            | 3    | 0    | 0     | 0     | 0           | 0           | 3     | 0     |
| Всего за карьеру | Всего за карьеру | Всего за карьеру | 52   | 0    | 3     | 0     | 0           | 0           | 55    | 0     |